# 相馬雪香
相馬 雪香（そうま ゆきか、1912年〈明治45年〉1月26日 - 2008年〈平成20年〉11月8日）は、日本の平和活動家。「憲政の神様」と言われた尾崎行雄の三女であり、欧州を回る父に随行し、通訳を務めた。戦後は道徳再武装(MRA)運動などの社会活動に取り組むと共に、民主主義と議会政治の普及に尽力した尾崎行雄の理想の普及を目的とした「尾崎行雄記念財団」の副会長を務めた。また、インドシナ難民救済のために「難民を助ける会」を設立し、対人地雷廃絶に向けた活動、子供や障害者への援助に取り組んだ。他にも多くの団体の要職を務め、世界各地で活躍した。「日本のNGOのパイオニア」とも呼ばれる。

## 経歴

### 少女期
1912年（明治45年）1月に、東京市品川で誕生した。母の英子セオドラ尾崎は日英混血であり、幼少時よりイギリス流の厳しい躾と、日英のバイリンガルの環境で育った。混血児であることで、周囲の子供たちから偏見の目を向けられ、後年の活動の影響の一つとなった。
幼少時はまだ女性差別が厳しく、参政権がないために政談演説の会場にも入れない時代であった。しかし父は女性差別など眼中になく、雪香を自分の演説会に同伴して「私の演説で変なところがあれば注意しなさい」と言った。そのために雪香は、父の演説を真剣に聞いて育った。また父は、性別、年齢、身分の差などで人を分けてみることは一切せず、誰にでも丁寧語を話して向き合い、偏見や先入観にとらわれずに物事を捉える人物であり、その人物像は幼少時の雪香に大きな影響を与えた。
聖心女子学院在学中、1923年（大正12年）の関東大震災では軽井沢に避難しており、父が「東京では朝鮮人が井戸に毒を投げ込んだといって大騒ぎになっている」と報告を受け、実際に人々がヒステリー状態に陥っており、罪のない朝鮮人が殺されるという不幸な事件も起きていた。しかし父は「それが流言飛語でしょう。百歩譲って本当だとしても、なぜ彼らがそんな気持ちになったか、こちらの気持ちも考えなければならない」と言った。まだ十歳を過ぎたばかりの雪香にも、この言葉は強く胸に響いた。

### 聖心女子学院を卒業後
1931年（昭和6年）に聖心女子学院を卒業後、外資系企業に就職した。しかし当時の日本社会では、女性の活躍はまだ困難であったため、同1931年に渡米し、通訳として父と共に欧米を渡った。
アメリカのロサンゼルスに滞在中の同1931年9月頃、「日本、満州を侵略す」との号外を目にした。その瞬間より父の尾崎行雄は「日本は間違っている」と言い始めた。ワシントンで当時の大統領であるハーバート・フーヴァーに会った日は、しきりに「残念だ」と言っていた。「日本は満州から先へは侵攻しないと言っていた。大統領は日本の不拡大方針を信じていた。日本の信用が崩れてしまった」というのである。雪香は、個人としての自分の信用のみならず、国の信用も重要ということを痛感し、このことはその後の雪香の指針となった。

### 結婚
1933年（昭和8年）に帰国後、1937年（昭和12年）に旧相馬藩・相馬家の当主である相馬恵胤と結婚した。雪香は共に遊ぶ男性たちが揃ってすぐに音を上げ「結婚相手は大人しい娘がいい」と言う中、恵胤だけが音を上げなかったことが、彼に惹かれた理由という。女性は自転車にすら乗らない時代、雪香はオートバイに乗っており、恵胤は「俺にも乗せろ」というので雪香が後部座席に乗せたところ、それが悔しかったか、恵胤も数日後にはオートバイに乗って現れ、2人で箱根をツーリングするなど、当時としては驚愕的でハイカラなデートを楽しむ2人であった。
親が結婚相手を決めることが当たり前の時代に自由恋愛の結婚であり、相馬家の結婚相手が軍や政府から国賊と誹謗された尾崎の娘、さらに混血児として、結婚には当然障害があった。特に尾崎の祖母が大反対であり、結婚後は別棟に住居を移してしまうほどだった。
相馬家は厳しい家柄で、色々なしきたりもあった。第1子が女子であり、「男の子でなければ奥様の資格がありません」と言われたときは、そういった世界にいきていることを理解しつつも、衝撃であった。第2子が男子であったときは、嬉しい反面、古いしきたりの通りになったことで悔し涙が出たという。

### 平和運動との出会い
不満と不安にさいなまれていたい時代に、日本国外の友人より、平和運動である道徳再武装(MRA)を教えられた。人間個々が倫理観や道徳観を向上させることで、武器ではない方法で世界の平和を実現させるという考えである。このことで雪香は、他人を変えるにはまず自分を変える必要があり、自分自身を変えれば家庭にも世界にも平和が訪れるとの考えに至った。
かつて雪香は「政治家が悪い。軍部が悪い」と考えていたが、MRAの考え方は「相手にいくら文句を言っても相手は変わらない。まず自分を変えよう」である。雪香はこれに強い影響を受けて、相手を責めず、自分を変えることに努めた。やがて、詫びの気持ちが自然に出るようになり、後の様々な活動のエネルギー源になった。
MRAには「絶対正義」「絶対純潔」「絶対無視」「絶対愛」の4つの基準があり、雪香はそれを自分に照らし合わせることで、自分の欠点を自覚した。以来、文句を言いたいばかりだった夫に素直に謝り、祖母ににも謝罪することができた。戦中に夫が出征し、雪香が招集先の満州へ渡りたいと望んだところ、祖母は「あなたの思うようになさい」と告げた。やがて終戦を迎え、子供たちを連れ、命からがら帰国した。

### 戦後
終戦後の日本は華族の女性でも働かなければならず、1946年（昭和21年）、日本リーダーズダイジェスト社に入社し、リーダーズ・ダイジェスト日本版の発刊に携わった他、会議の通訳なども勤めた。1948年（昭和23年）にはMRA大会に招待されてアメリカへわたり、更にヨーロッパにも足を伸ばした、その際に「日本人がいる場所には出席できない」とする人々がいることを疑問に感じ、書跡で調べるなどして、かつて戦中に日本がアジアで行ったことが、彼らには悪行とみなされていること、国外には日本を嫌う者が多いことを理解した。
1975年にベトナム戦争が終結、ボートピープルが現れたとき、日本は「狭い日本に難民が入る余地はない」との口実のもと何もしないと感じられた。一方で国外の友人からは「ヨーロッパの国会議員が自費でインドシナを視察しているのに、日本人は同じアジア人として何もしない」と指摘された。これがきっかけとなり、日本と世界との協調を目的として、平塚益徳らの協力を得て、1979年（昭和54年）、インドシナ難民（ボートピープル）の救援・支援を目的とした、「インドシナ難民を助ける会」（1984年に「難民を助ける会」に改名）を発足、会長に就任した。
同会は活動資金の調達が大問題であり、新聞記者に資金源を指摘されて、とっさに「1人1円で1億1千万円集まります」と言った。この発言が報道されたために、翌日から現金書留の山が届き始め、4か月も経たずに1億円を超えた。中には、本当に1円玉ばかりどっさり大量に送った老婆もいた。
この他にも、アジアの女性の連帯を通じ、アジアひいては世界の平和、女性の人権・福祉向上に寄与することを目的とした「アジア・太平洋女性連盟」（FAWA）の副会長、日本動物福祉協会の理事、アジア国会議員連合の顧問、尾崎行雄記念財団の副会長など、多くの団体の要職を歴任した。

### 晩年
1989年（平成元年）秋には、夫の相馬恵胤が心筋梗塞で昭和大学病院に入院したことで、同院に寝泊まりし、自宅にはほとんど帰らない生活となった（恵胤は1994年〈平成6年〉に死去）。自身も体調を崩していたが、この年は「難民を助ける会」の創立10周年、さらに翌1990年（平成2年）は議会政治百年にあたり、父の尾崎行雄に対する関心や再評価の動きが高まり、問合せや講演依頼が相次ぎ、一層の多忙を極めた。
難民を支援する内に、手足に障害を持つ人が非常に多く、地雷を踏んだことが原因と判明したことで、1996年（平成8年）、「難民を助ける会」で対人地雷の廃絶に全力での取組を始めた。雪香は柳瀬房子の絵本『地雷ではなく花をください』の英訳を担当した。絵本は3冊の続編を合わせて52万部が売れ、その利益を地雷撤去費用に回すことで、危険地帯52万平方メートルから地雷を除去に至った。対人地雷禁止条約に日本も1997年12月に署名した際に、当時の外務大臣である小渕恵三は、「私が署名したのは、相馬さんたちの運動に触発されたからです」と語った。
1998年（平成10年）、尾崎行雄記念財団の研究員である石田尊昭と共に、世界的視野で行動するリーダーや人材の育成を目的とした人材育成塾「咢堂塾」を設立し、代表に就任した。団体名の「咢堂（がくどう）」は、父の尾崎の雅号である。
90歳以降にも、世界の女性の人権と地位向上、貧困問題、教育支援、核兵器廃絶、被災地支援などに取り組む団体「ユニフェムさくら」（後の国連女性機関「UN Women さくら」）の名誉顧問、日本タンザニア友好協会の顧問、日本とレソト王国との友好親善を目的とした日本レソト王国友好協会の会長など、多くの団体の要職を歴任した。また高齢にもかかわらず、スイスで毎年夏に開催される国際的NGO大会にはほぼ毎年参加したことを始め、年に何度かは国外の会議に出向く生活を送っていた。
2008年（平成20年）11月20日に予定されていた「尾崎行雄生誕150周年記念の集い」を目前に控えた同2008年11月8日、長野県北佐久郡軽井沢町の自宅で、老衰により満96歳で死去した。死去の数か月前まで講演や式典でのスピーチなど、「難民を助ける会」の現職会長として、父同様に生涯現役を貫いた。
没後、正五位に叙された。「難民を助ける会」は雪香の没後も、世界の難民・避難民支援 、障害者支援や対人地雷廃絶、被害者支援などを行なっている。

## 人物
父の尾崎行雄から熱い血と誠実な生き方を、母の英子セオドラ尾崎からは躾に加えて、公平・公正の規範を受け継いだ。インドシナ難民の救援活動に乗り出したときは、すでに67歳という年齢であり、尾崎の「人生の本舞台は常に将来にあり」との主張を体現したかのようであった。
先述のように夫とは恋人時代にオートバイで都心や軽井沢を走り回っており、後年には「私、難民救援と暴走族第1号なの」と冗談めかして語っていた。武士道に通じるような古風さとリベラルな思考、和と洋が絶妙に融合した人物でもあった。
敗戦直後には玉子1個を子供4人に分け、シロツメクサを食べるなど、過酷な生活を体験した。空腹の幼子を抱え、頭を下げて農家を歩いたが、尾崎行雄が国賊と罵られていたことで、皆から「国賊の娘に食わす物はない」と返された。父譲りの熱い血と反骨精神により、そうした逆境が糧となり、難民の救援活動などを通して紛争地域の戦禍克服に身を尽くすこととなった。
日本の同時通訳の草分けとされ、英語では日本初の同時通訳者ともされる。通訳者の鳥飼玖美子によれば、雪香は1950年（昭和25年）に、スイスで開かれたMRA世界大会で、同時通訳の先駆者とされる西山千と共に日本人で初めて同時通訳ブースで国際会議の通訳を担当した。英語力は家庭の中で得たのみで、正規の通訳訓練は受けていないにもかかわらず、雪香の通訳は大変な速さで、西山が追いつけないほどであり、「雪香、そんなに速くやっちゃだめだよ」と言うと、「速くて何が悪いのよ」と言い返されたという。
死去の直前まで、新聞5紙に丁寧に目を通しており、軽井沢の自室は、スクラップと書物が天井まで届くばかりだった。世の中はどうなりつつあるのかをより知りたいと、常に努力する人物であった。弱音を吐かない人物でもあった。死去する2008年の春に自宅で転倒し、腕と腰を骨折したが、周囲の者は「痛い」「苦しい」などという言葉を聞くことはなかった。
「日本が狭くなくなってほしい」「日本が世界の一部だということを忘れないでほしい」「世界のことを考えてほしい」「たとえ相手の言うことが間違っているとしても、『お前が悪い』と指さしているとき、三指が自分に向いていることに気づいていただきたい」が、晩年の一番の願いであった。

## 年譜
- 1912年（明治45年）1月26日 - 誕生[1]
- 1919年（大正8年） - 聖心女子学院に入学[12]
- 1924年（大正11年） - 女子学習院五年生[12]
- 1931年（昭和6年） - 聖心女子学院を卒業[12]、父の尾崎行雄と共に渡米[10]
- 1937年（昭和12年） - 相馬恵胤と結婚[12]
- 1946年（昭和21年） - 日本リーダーズダイジェスト社に入社[12]
- 1959年（昭和34年） - アジア・太平洋女性連盟の副会長に就任[22]
- 1966年（昭和41年） - 日本動物福祉協会の理事に就任[12]
- 1970年（昭和45年） - アジア国会議員連合の顧問に就任[12]。
- 1973年（昭和48年） - 日本退職女教師連合会の会長に就任[12]
- 1975年（昭和50年） - 総理府婦人問題推進会議委員に就任[12]
- 1978年（昭和53年） - 日韓女性親善協会の会長に就任（その後、名誉会長）[22]
- 1979年（昭和54年） - インドシナ難民を助ける会（難民を助ける会）の会長に就任
- 1984年（昭和59年） - 国際MRA日本協会（国際IC日本協会）副会長に就任（その後、会長、名誉会長）、尾崎行雄記念財団の副会長に就任[12]
- 1992年（平成4年） - さぽうと21の理事長に就任（その後、名誉会長）[12]
- 1998年（平成10年） - 咢堂塾の代表に就任[28]
- 2000年（平成12年） - 一冊の会（親子の読み聞かせ・輪読による平和・人権啓発、開発途上国の教育支援などを行なう団体）の名誉顧問に就任[22]
- 2002年（平成14年） - 国連女性開発基金日本国内委員会・地域等委員会「ユニフェムさくら」の名誉顧問に就任[22]
- 2006年（平成18年） - 日本タンザニア友好協会の顧問に就任[36]
- 2007年（平成19年） - アジア・太平洋女性連盟（FAWA）国際会議にて名誉顧問を務める[22]
- 2008年（平成20年） - 日本レソト王国友好協会の会長に就任[22]、11月8日に満96歳で死去[31]

## 受賞歴・表彰歴
- 1984年 - 勲三等瑞宝章、大韓民国 交勲章崇礼章[12]
- 1993年 - エイボン女性大賞[37]
- 1999年 - 日加外交関係樹立70周年記念・世界平和と人道援助促進功労表彰状[12]
- 2000年 - カンボジア国王サハメトリー王室勲章[12]
- 2002年 - オメガ賞[36]
- 2006年 - 民主主義擁護賞（地球規模問題に取組む国際議員連盟）[36]

### 関連団体による受賞
- 1997年、ノーベル平和賞（難民を助ける会が調整委員団体を務める地雷禁止国際キャンペーンが受賞）[36]
- 1999年、読売国際協力賞（難民を助ける会）[36]

## 著作
- 心に懸ける橋 おせっかいやきの「雪香」さん（1987年2月、世論時報社）
- 咢堂尾崎行雄（慶應義塾大学出版会、2000年8月）富田信男・青木一能との共著
- あなたは子どもに何を伝え残しますか（祥伝社、2002年2月）
- 明日の日本への贈り物 91歳の医学界のリーダーと平和活動家が語る（毎日新聞社、2003年2月）日野原重明との共著

## 訳書
- 世界の再建（ピーター・ハワード（英語版）、新評論社、1953年6月）
- 人間の改造（ポール・キャンベル・ピーター・ハワード、MRAハウス、1955年）
- 世界を再造する（フランク・ブックマン（英語版）、MRAハウス、1958年6月）
- ジョン・ライフ（ウィリアム・グローガン、労働法学研究所、1960年3月）
- フランク・ブックマンの秘訣（ピーター・ハワード、毎日新聞社、1962年5月）

他、多数

## メディア
- DVD『相馬雪香 平和への行動・未来への情熱』（2007年、尾崎行雄記念財団）[38]